# Khalil Khorshid
Khalil Khorshid (né le 10 juin 1988) est un coureur cycliste iranien.

## Biographie
Lors de la saison 2017, il se distingue en remportant une étape et le classement général du Tour de Singkarak. Il s'agit de ses premiers succès obtenus sur une compétition inscrite au calendrier de l'UCI. 

## Palmarès et résultats

### Palmarès par année
- 2017
  - Tour de Singkarak :
    - Classement général
    - 8e étape
- 2019
  - Kandovan Tour

### Classements mondiaux
| Année                                 | 2014 | 2015 | 2016  | 2017  | 2018  | 2019  | 2020 | 2021 | 2022 | 2023  | 2024  |
| ------------------------------------- | ---- | ---- | ----- | ----- | ----- | ----- | ---- | ---- | ---- | ----- | ----- |
| Classement mondial                    |      |      | 1702e | 2675e | 700e  | 1809e | nc   | nc   | nc   | 1513e | 2474e |
| UCI Europe Tour                       | nc   | nc   | nc    | nc    | 1785e |       |      |      |      |       |       |
| UCI Asia Tour                         | 215e | 164e | 307e  | 588e  | 157e  | 153e  | nc   | nc   | nc   | nc    | nc    |
|                                       |      |      |       |       |       |       |      |      |      |       |       |
| Légende : nc = non classéSource : UCI |      |      |       |       |       |       |      |      |      |       |       |